# روفاین
روفاین (به لاتین: Rophaien) یک کوه در سوئیس است که در کانتون آوری واقع شده‌است. روفاین ۲٬۰۷۷ متر بالاتر از سطح دریا واقع شده‌است.